# Gesteelde hydatide van Morgagni
De gesteelde hydatide van Morgagni is een met trilhaarepitheel beklede en met vloeistof gevulde cyste op de trechter van de eileider. Ze zijn 2-10 mm lang.  Het is een rudimentair overblijfsel van de gang van Wolff.
De gesteelde hydatide van Morgagni komen vaker voor bij vrouwen met onverklaarde onvruchtbaarheid (52,1% versus 25,6% bij controles, p<0,001). Er wordt gedacht dat ze een rol kunnen spelen bij onvruchtbaarheid en dat deze cysten de opvang van de eicel in de eileider verstoren.
Bij mannen wordt het de appendix testis of hydatide van Morgagni genoemd.
Ze zijn vernoemd naar Giovanni Battista Morgagni hoogleraar geneeskunde en anatomie aan de universiteit van Padua in de republiek Venetië.

## Fotogalerij

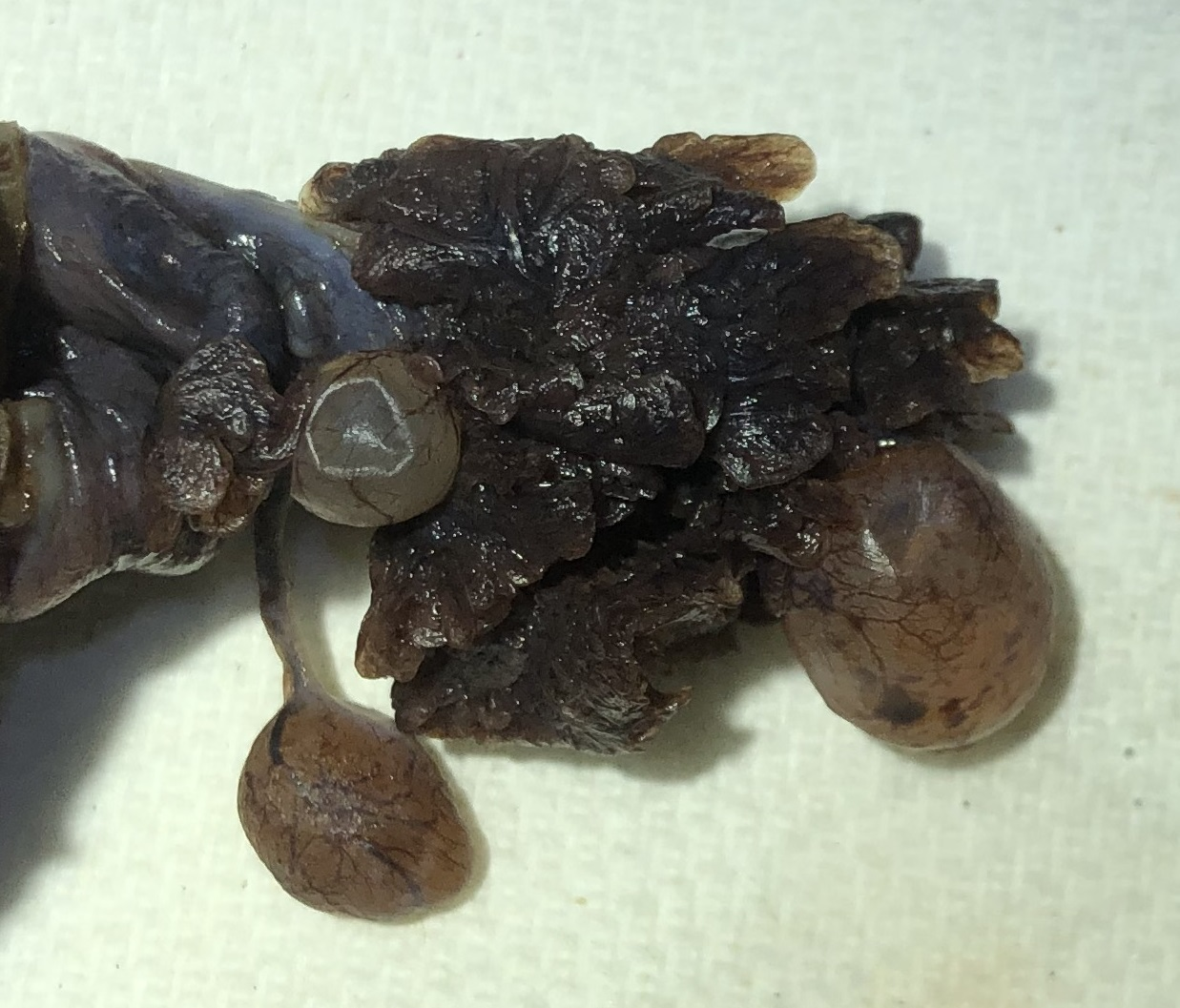
Meerdere gesteelde hydatiden van Morgagni op een eileider
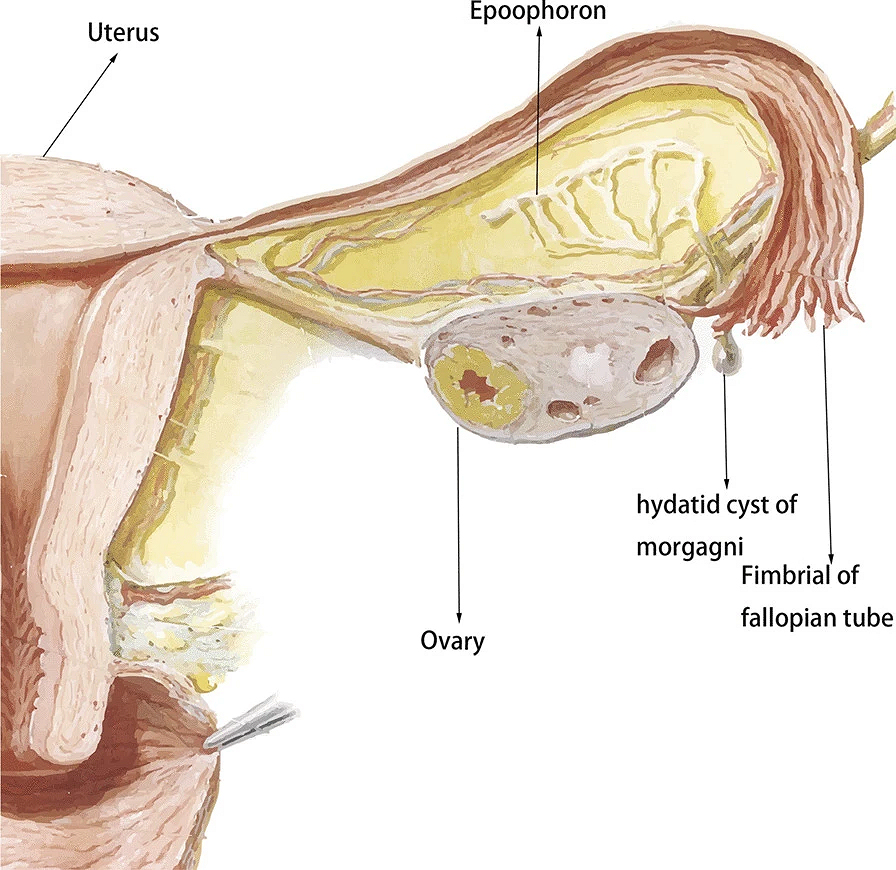
Met gesteelde hydatide van Morgagni
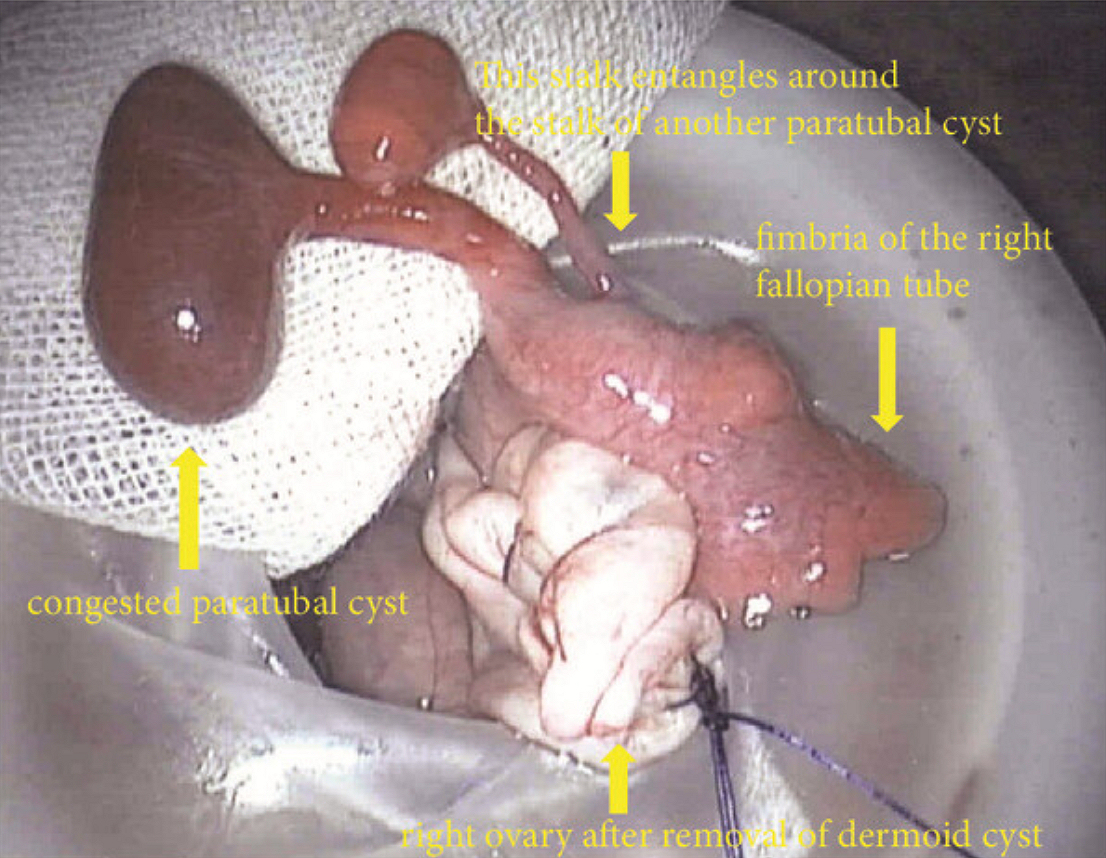
Gedraaide gesteelde hydatiden van Morgagni